# Chateaux (banda)
Chateaux fue una banda británica de heavy metal formada en 1981.
Fue una de las pioneras de la escena de la Nueva ola del heavy metal británico, contó con la participación del vocalista de Grim Reaper, Steve Grimmett.

## Discografía

### Álbumes de estudio
- Chained And Desperate (1983)
- FirePower (1984)
- Highly Strung (1985)

### Álbumes recopilatorios
- Fight To The Last! The Anthology (2003)